# Turville
Turville – wieś w Anglii, w hrabstwie Buckinghamshire, w dystrykcie (unitary authority) Buckinghamshire. Leży 55 km na zachód od centrum Londynu. W 2001 miejscowość liczyła 311 mieszkańców. W miejscowości realizowano zdjęcia do filmów i seriali, m.in. w 1942 film wojenny Went the Day Well? produkcji Ealing Studios, a od 1994 serial telewizyjny Pastor na obcasach wyprodukowany przez BBC.